# Idzi Świtała

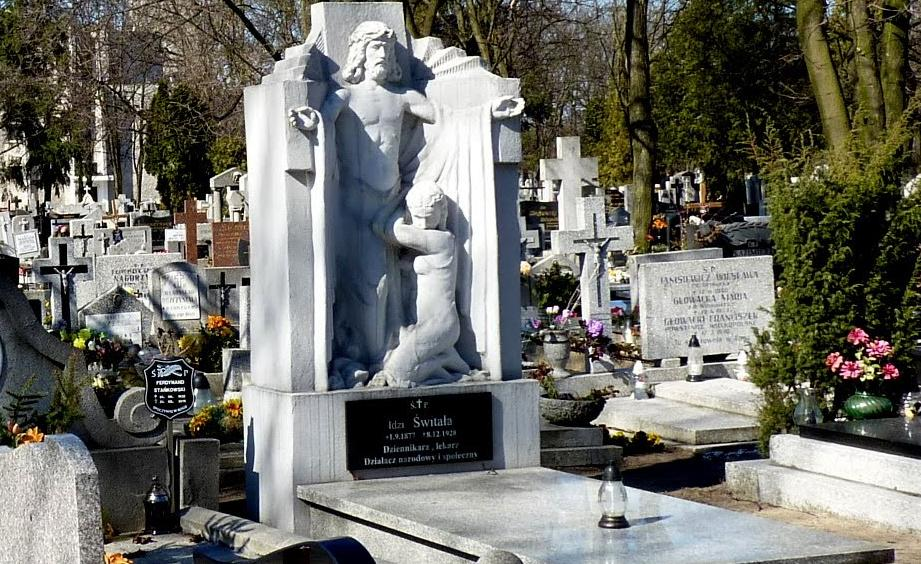
Idzi Świtała - grób w Bydgoszczy

Idzi Świtała (ur. 1 września 1877 w Topoli Wielkiej, zm. 8 grudnia 1928 w Bydgoszczy) – redaktor, lekarz dentysta, poseł do Izby Deputowanych Sejmu Pruskiego (niem. Preußisches Abgeordnetenhaus).
Idzi Świtała był wszechstronnie wykształcony (medycyna, teologia, ekonomia, prawo, dziennikarstwo). W latach 1901–1902 należał do studenckiej organizacji Polaków w Uniwersytecie Lipskim „Unitas” (należeli do niej: Jan Czarnocki, Marian Głowacki, Jan Knabe, Stefan Kurzyna, Hugo Lissner, Bronisław Swiderski, Idzi Świtała, Kazimierz Ziembicki, Stanisław Ziemiński). Był członkiem Ligi Narodowej. Był redaktorem „Przemysłowca” oraz „Pracy”. W 1907 został skazany na dwa miesiące więzienia za krytyczne uwagi o wojsku pruskim w związku z wydarzeniem w Köpenick.
W wyborach do XXI kadencji sejmu pruskiego w czerwcu 1908 r. Polacy zdobyli 15 mandatów: 9 w Poznańskiem, 3 w Prusach Zachodnich i 3 na Górnym Śląsku. Wśród posłów polskich znaleźli się czołowi działacze endecji: Wojciech Korfanty, Marian Seyda, ks. Antoni Stychel, Idzi Świtała i Felicjan Niegolewski.
W 1911 roku założył w Szamotułach pierwszą w Wielkopolsce drużynę harcerską.
Aktywnie występował w obronie praw Polaków w pruskim Landtagu (Berlin), będąc posłem i sekretarzem należącym do Koła Polskiego. Należał do poznańskiej endecji (Narodowa Demokracja). Kandydował w roku 1923 na burmistrza miasta Leszna.
Za aktywność społeczną Rada Miejska nadała mu tytuł honorowego radcy.
Wykonywał zawód stomatologa – jego gabinet znajdował się w kamienicy przy ulicy Kościelnej 2 w Szamotułach.
Jest autorem książki „Myśl o potrzebie normalnego rozwoju naszego życia narodowego” oraz patronem wybudowanego przed II wojną światową kompleksu sportowego Gwiazdy Bydgoszcz na Miedzyniu przy ul. Nakielskiej, który nazywany był powszechnie „stadionem Świtały”. Pochowany został na Cmentarzu Nowofarnym w Bydgoszczy przy ulicy Artyleryjskiej.

## Upamiętnienie
Dnia 23 października 2021 roku dokonano uroczystego odsłonięcia tablicy pamiątkowej w Szamotułach poświęconej Idziemu Świtale. Idzi Świtała to założyciel pierwszej drużyny skautowej w Wielkopolsce (1911) – szamotulskiej drużyny im. księcia Józefa Poniatowskiego, która zakończyła działalność na początku 1913 r. Odsłonięcie tablicy poprzedziła msza św. w Bazylice Kolegiackiej pw. Matki Bożej Pocieszenia i św. Stanisława Biskupa, celebrowana przez ks. kan. Mariusza Marciniaka. Jest patronem ogródków działkowych przy ulicy Zamkowej w Szamotułach.

## Galeria

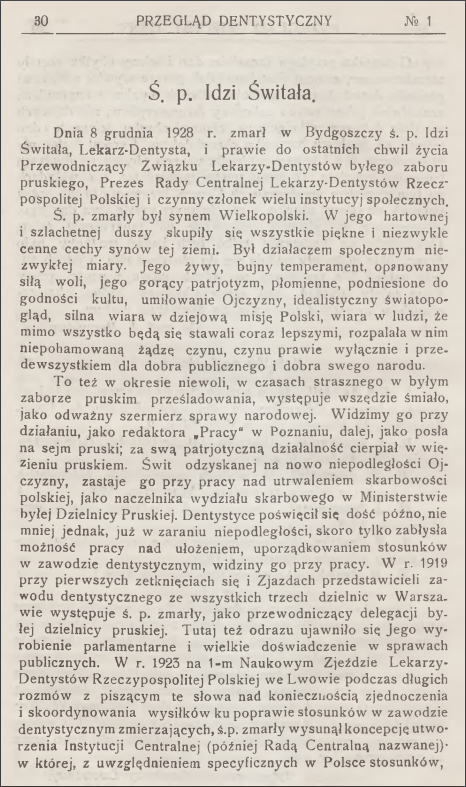
ś. p. Idzi Świtała - Przegląd Dentystyczny styczeń 1929 - A. Mokrzycki
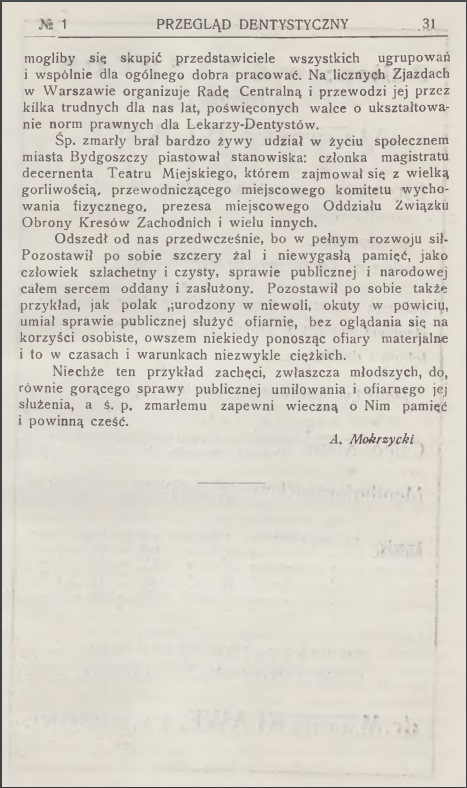
Ś. p. Idzi Świtała - Przegląd Dentystyczny styczeń 1929 - A. Mokrzycki
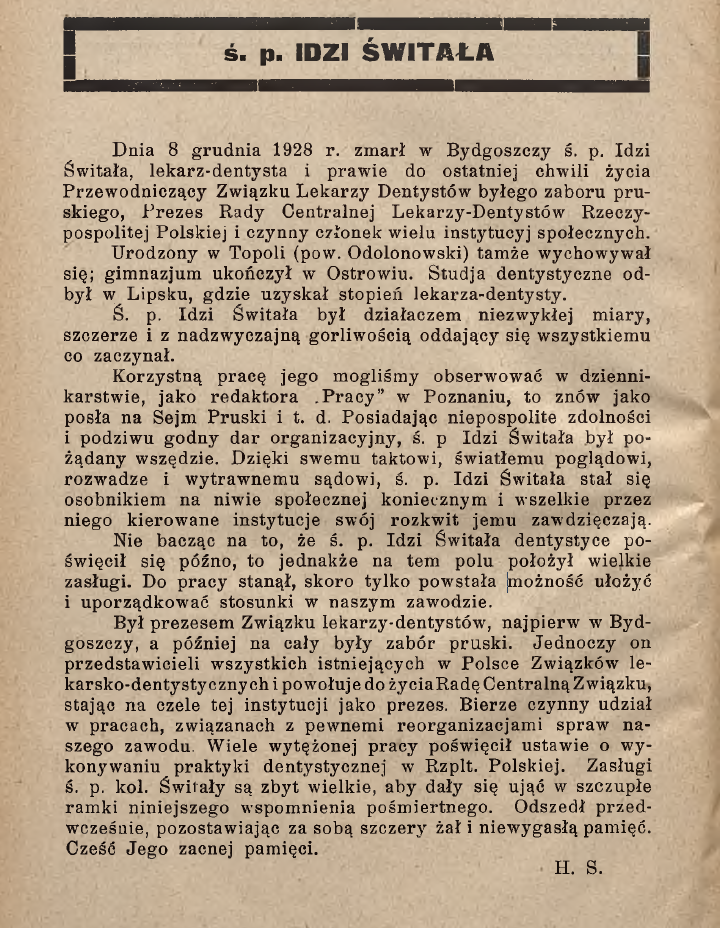
"Echo Dentystyczne" - kwiecień - maj 1929 r. - Wspomnienie pośmiertne - Redaktor: Dr. H. Saurer, Lek.-Dent., Łódź
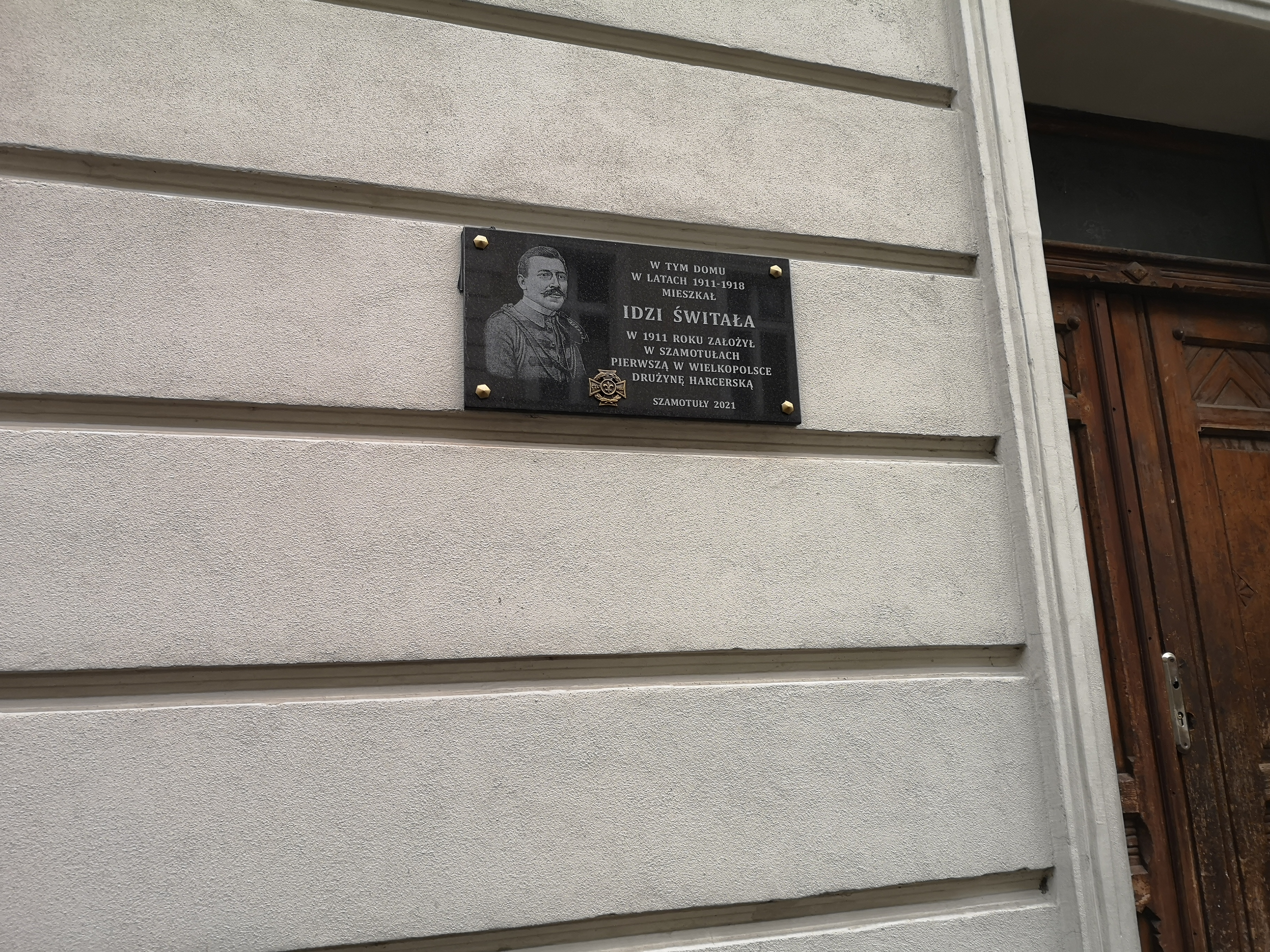
Tablica pamiątkowa na ścianie kamienicy przy ul. Kościelnej 2 w Szamotułach
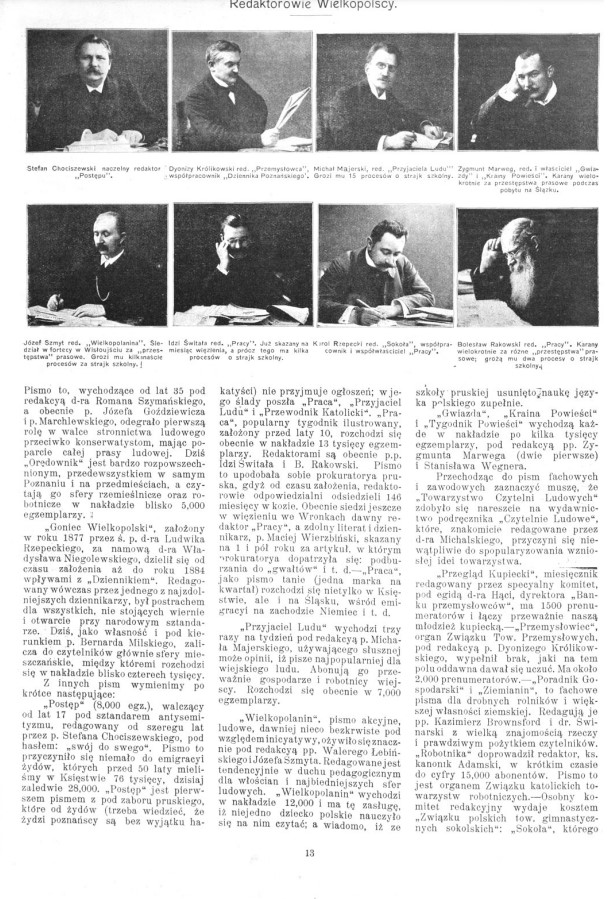
Redaktorowie Wielkopolscy - Stefan Chociszewski, Dyonizy Królikowski, Michał Majerski, Zygmunt Marweg, Józef Szmyt, Idzi Świtała, Karol Rzepecki, Bolesław Rakowski